# Prunus ferganica
Prunus ferganica är en rosväxtart som beskrevs av Igor Alexandrovich Linczevski. Prunus ferganica ingår i släktet prunusar, och familjen rosväxter.

## Underarter
Arten delas in i följande underarter:
- P. f. pseudocerasifera
- P. f. nudipedunculata